# Nianhao
Nianhao (年号), även kallat regeringsperiod, var en devis varmed i det kinesiska kejsardömet en längre eller kortare tidsperiod,
särskilt en kejsares regeringstid, brukade betecknas. Bruket har iakttagits åtminstone sedan den sena Handynastin.
Under Songdynastin var det vanligt att orter fick namn efter regeringsperioder. Exempel på sådana orter är Baoqing, Chongqing, Jiading, Jingdezhen, Qingyuan och Shaoxing.
Från Mingdynastin har det varit sed, att kejsaren gett sin regeringstid endast en sådan devis, medan de förut växlade oftare. 
Från Kina överfördes denna plägsed till Japan, där varje kejsares regeringstid ännu har sin nengo.

## Källa
Den här artikeln är helt eller delvis baserad på material från Nordisk familjebok, Nien-hao, 1904–1926.